# ناتان زاخ
ناتان زاخ (به عبری: נתן זך) (۱۳ دسامبر ۱۹۳۰ – ۶ نوامبر ۲۰۲۰) شاعر مشهور اسرائیلی و استاد دانشگاه بود.

## زندگی‌نامه
ناتان زاخ در سال ۱۹۳۰ از پدری آلمانی‌تبار و مادری ایتالیایی‌تبار، در شهر برلین، آلمان متولد شد. در سال ۱۹۳۶، به همراه خانواده‌اش به شهر حیفا در اسرائیل مهاجرت کرد. در سال ۱۹۴۸، در جنگ اعراب و اسرائیل شرکت کرد.
در سال ۱۹۵۵، اولین مجموعه شعرش را به زبان عبری منتشر کرد. وی هم‌چنین به ترجمه آثار ادبی آلمانی به عبری می‌پرداخت.
ناتان زاخ دارای مدرک دکترا (PhD) از دانشگاه اِسکس است. وی سال‌ها به تدریس در دانشگاه تل‌آویو و دانشگاه حیفا اشتغال داشت.
زاخ در ۶ نوامبر ۲۰۲۰ به‌دلیل کهولت سن درگذشت.

## اشعار
ترجمه یکی از اشعار نیتان زاخ به نام «ترانه شب».
شباهنگام
دخترکی که به او عاشق بودم ندا درداد که:
دیگر برو،
سربه خیابان زدم که گامی چند بردارم
با رفتنم و با هر گام
زندگیم را می‌دیدم که می‌رود و درهم می‌پیچد
می‌پیچد و می‌رود،
و از دست می‌رود.
و باز می‌رود و می‌رود و باز درهم می‌تند.